# Давід Алаба
Даві́д  Áлаба (нім. David Alaba; нар. 24 червня 1992, Відень) — австрійський футболіст філіппіно-нігерійського походження, центральний і фланговий захисник національної збірної Австрії та мадридського «Реала».

## Клубна кар'єра
Народився 24 червня 1992 року в місті Відень. Вихованець юнацьких команд футбольних клубів «Асперн», «Аустрія» (Відень) та «Баварія»
У дорослому футболі дебютував 2007 року виступами за резервну команду «Аустрії», в якій провів один сезон, взявши участь у 5 матчах чемпіонату.
В 2009—2010 роках виступав за резервну команду «Баварії», за яку відіграв 33 матчі чемпіонату.
Своєю грою у дублі привернув увагу представників тренерського штабу основного клубу «Баварії», до складу якої був переведений 2010 року. Проте закріпитися в команді не зумів і з 1 січня 2011 року на правах оренди до кінця сезону захищав кольори клубу «Гоффенгайм 1899».
До складу «Баварії» повернувся влітку 2011 року. 10 червня того ж року «Баварія» підписала з гравцем новий контракт до 2015 року.
Станом на грудень 2020 встиг відіграти за мюнхенський клуб 216 матчів у національному чемпіонаті.

## Виступи за збірні
2007 року дебютував у складі юнацької збірної Австрії, взяв участь у 25 іграх на юнацькому рівні, відзначившись 6 забитими голами.
2009 року залучався до складу молодіжної збірної Австрії. На молодіжному рівні зіграв у 4 офіційних матчах.
У жовтні 2009 року в віці 17 років дебютував в офіційних матчах у складі національної збірної Австрії, ставши наймолодшим гравцем збірної в історії.
Станом на листопад 2020 у формі головної команди країни 75 матчів.

## Статистика виступів

### Клубна
Станом на 28 травня 2021
| Клуб                       | Сезон             | Ліга              | Ліга | Ліга  | Кубок | Кубок | Континентальні | Континентальні | Інші змагання | Інші змагання | Усього | Усього |
| Клуб                       | Сезон             | Дивізіон          | Ігор | Голів | Ігор  | Голів | Ігор           | Голів          | Ігор          | Голів         | Ігор   | Голів  |
| -------------------------- | ----------------- | ----------------- | ---- | ----- | ----- | ----- | -------------- | -------------- | ------------- | ------------- | ------ | ------ |
| «Баварія»                  | 2009–10           | Бундесліга        | 3    | 0     | 1     | 0     | 2              | 0              | —             | —             | 6      | 0      |
| «Баварія»                  | 2010–11           | Бундесліга        | 2    | 0     | 1     | 0     | 0              | 0              | 0             | 0             | 3      | 0      |
| «Баварія»                  | 2011–12           | Бундесліга        | 30   | 2     | 6     | 1     | 11             | 0              | —             | —             | 47     | 3      |
| «Баварія»                  | 2012–13           | Бундесліга        | 23   | 3     | 4     | 0     | 11             | 2              | 0             | 0             | 38     | 5      |
| «Баварія»                  | 2013–14           | Бундесліга        | 28   | 2     | 5     | 0     | 12             | 2              | 4             | 0             | 49     | 4      |
| «Баварія»                  | 2014–15           | Бундесліга        | 19   | 2     | 3     | 3     | 6              | 0              | 1             | 0             | 29     | 5      |
| «Баварія»                  | 2015–16           | Бундесліга        | 30   | 1     | 5     | 0     | 10             | 1              | 1             | 0             | 46     | 2      |
| «Баварія»                  | 2016–17           | Бундесліга        | 32   | 4     | 5     | 1     | 9              | 0              | 1             | 0             | 47     | 5      |
| «Баварія»                  | 2017–18           | Бундесліга        | 23   | 2     | 6     | 0     | 7              | 0              | 0             | 0             | 36     | 2      |
| «Баварія»                  | 2018–19           | Бундесліга        | 31   | 3     | 4     | 0     | 7              | 0              | 1             | 0             | 43     | 3      |
| «Баварія»                  | 2019–20           | Бундесліга        | 28   | 1     | 5     | 1     | 8              | 0              | 1             | 0             | 42     | 2      |
| «Баварія»                  | 2020–21           | Бундесліга        | 33   | 2     | 1     | 0     | 8              | 0              | 3             | 0             | 45     | 2      |
| «Баварія»                  | Усього            | Усього            | 281  | 22    | 46    | 6     | 92             | 5              | 12            | 0             | 431    | 33     |
| «Баварія» II               | 2009–10           | 3. Ліга           | 23   | 1     | —     | —     | —              | —              | —             | —             | 23     | 1      |
| «Баварія» II               | 2010–11           | 3. Ліга           | 10   | 0     | —     | —     | —              | —              | —             | —             | 10     | 0      |
| «Баварія» II               | Усього            | Усього            | 33   | 1     | —     | —     | —              | —              | —             | —             | 33     | 1      |
| «Гоффенгайм 1899» (оренда) | 2010–11           | Бундесліга        | 17   | 2     | 1     | 0     | —              | —              | —             | —             | 18     | 2      |
| Усього за кар'єру          | Усього за кар'єру | Усього за кар'єру | 331  | 25    | 48    | 7     | 92             | 5              | 12            | 0             | 482    | 36     |

1. 1 2 3 4 5 6 7 8 9 10 11  Ігри в Лізі чемпіонів.
2. 1 2  Ігри в Суперкубку Німеччини, Суперкубку УЄФА і на Клубному чемпіонаті світу.
3. 1 2 3 4 5  Ігри в Суперкубку Німеччини.

## Титули і досягнення

### Командні
«Баварія»
- Чемпіон Німеччини: 2009–10, 2012–13, 2013–14, 2014–15, 2015–16, 2016–17, 2017–18, 2018–19, 2019–20, 2020–21
- Володар кубка Німеччини: 2009–10, 2012–13, 2013–14, 2015–16, 2018–19, 2019–20
- Володар Суперкубка Німеччини: 2010, 2012, 2016, 2017, 2018, 2020
- Переможець Ліги чемпіонів УЄФА: 2012–13, 2019–20
- Переможець Суперкубка УЄФА: 2013, 2020
- Переможець Клубного чемпіонату світу: 2013, 2020

«Реал Мадрид»
- Чемпіон Іспанії: 2021–22, 2023–24
- Володар Суперкубка Іспанії : 2021, 2023
- Володар кубка Іспанії : 2022–23
- Переможець Ліги чемпіонів УЄФА: 2021–22, 2023–24
- Володар Суперкубка УЄФА: 2022
- Переможець Клубного чемпіонату світу: 2022

### Особисті
- Футболіст року в Австрії: 2011, 2012, 2013, 2014, 2015, 2016[6], 2020[7]